# Rebekah Harkness
Rebekah West Harkness (17 de abril de 1915 - 17 de junio de 1982), también conocida como Betty Harkness, fue una compositora, escultora, mecenas y filántropa estadounidense que fundó el Ballet Harkness. Su matrimonio con William Hale "Bill" Harkness, abogado y heredero de la fortuna Standard Oil de William L. Harkness, la convirtió en una de las mujeres más ricas de Estados Unidos.

## Primeros años
Rebekah Semple West nació en St. Louis, Missouri en 1915. Era la segunda hija de tres hijos de un corredor de bolsa socialmente prominente y cofundadora de la Compañía G. H. Walker, Allen Tarwater, y Rebekah Cook (nacida Semple) West. Su abuelo fundó la St. Louis Union Trust Company. Criada principalmente por una serie de niñeras, Harkness comenzó a bailar y patinar sobre hielo para perder peso y fue muy disciplinada en ambos esfuerzos. Asistió a la Escuela Rossman y la Escuela John Burroughs en St. Louis, luego a Fermata, una escuela que termina en Aiken, Carolina del Sur. Harkness era amiga de un joven, Potter Stewart, a quien ella cariñosamente llamaba "Potsie"; su relación fue escrita por su biógrafo Craig Unger.
Después de graduarse en 1932, ella y un grupo de amigas formaron el Bitch Pack, una especie de subcultura de debutantes locales que disfrutaban subvirtiendo los eventos de la sociedad: echando a perder fuentes de ponche con aceite mineral o haciendo stripteases en mesas de banquetes.

## Carrera
En la década de 1960, Harkness se hizo conocida como filántropa y mecenas de las artes. A través de la Fundación Rebekah Harkness, Harkness patrocinó a Jerome Robbins y al Ballet Robert Joffrey. Cuando el Ballet Joffrey se negó a cambiar el nombre de su compañía en honor de Harkness, retiró los fondos y contrató a la mayoría de los bailarines de Joffery para su nueva compañía, el Ballet Harkness. Además de fundar el Harkness Ballet, Harkness lanzó una escuela de ballet y un hogar para la compañía llamada Harkness House, así como un teatro renovado de 1,250 asientos, que presentó el Harkness Ballet y otras compañías de baile al público de Nueva York. A través de la Fundación William Hale Harkness, patrocinó la construcción de un edificio de investigación médica en el Hospital de Nueva York y apoyó una serie de proyectos de investigación médica.
Más tarde, estudió en Fontainebleau, Francia, con Nadia Boulanger, el Institut Jaques-Dalcroze en Ginebra y el Mannes College of Music, Nueva York. También estudió orquestación con Lee Hoiby y recibió un título de DFA del Franklin Pierce College en Rindge, New Hampshire, en 1968.
En Blue Blood (1988), el autor Craig Unger escribe que en el momento de su muerte, su imperio de baile había sido destruido, la prensa la había humillado y la mayor parte de su fortuna se había perdido por su comportamiento caprichoso.

## Matrimonios
El 10 de junio de 1939, Harkness se casó con Dickson W. Pierce, hijo de Thomas M. Pierce y descendiente de Franklin Pierce, el decimocuarto presidente de los Estados Unidos. Antes de su divorcio en 1946, tuvieron dos hijos:
- Allen Pierce (n. 1940), quien disparó y mató a un hombre en una pelea y fue acusado de asesinato en segundo grado.
- Anne Terry Pierce (n. 1944), quien se casó con Anthony McBride en 1966 y tuvo un bebé con daño cerebral grave que murió a los 10 años.[13][14]

El 1 de octubre de 1947, se casó con William Hale Harkness (1900–1954), hijo de William Lamon Harkness, ambos herederos de Standard Oil. Anteriormente estuvo casado con Elisabeth Grant. Antes de su muerte en agosto de 1954, tuvieron un hijo juntos:
- Edith Hale Harkness (1948–1982), quien se casó con Kenneth Perry McKinnon en 1971.[17] Edith entró y salió de instituciones mentales y finalmente se suicidó.

En 1961, se casó con el Dr. Benjamin Harrison Kean (c. 1912–1993), un médico que era profesor de medicina tropical en el Cornell Medical College. Se divorciaron en 1965.
En 1974, se casó con Niels H. Lauersen, otro médico, que era 20 años menor que ella. Se divorciaron en 1977.

## Muerte
Harkness murió de cáncer en su casa de Manhattan el 17 de junio de 1982. Sus cenizas fueron colocadas en una urna de $ 250,000 diseñada por Salvador Dalí, luego colocada en el Mausoleo Harkness en el cementerio Woodlawn.

## En cultura popular
"Holiday House" de Harkness en Watch Hill, Rhode Island, fue adquirida en 2013 por la cantante Taylor Swift. En 2020, Swift escribió la canción "The Last Great American Dynasty", en la que cuenta la historia de Harkness.